# Guo Shoujing
En aquest nom xinès, el cognom és Guo.
Guo Shoujing (xinès: 郭守敬)  (Xingtai, 1231 - Cambaluc, 1316), nom de cortesia 若思 Ruosi, va ser un astrònom, enginyer hidràulic, inventor i matemàtic xinès de principis de la Dinastia Yuan (1271-1368) i considerat com un dels més grans matemàtics de la història de la Xina.

## Biografia
Guo Shoujing també conegut com a Kuo Shou-ching, va néixer el 1231 a Xingtai, província de Hebei, en el si d'una família pobre. No es coneixen els noms dels seus pares, però el seu avi matern Guo Yong va ser famós pels treballs i estudis sobre matemàtiques i hidráulica.
Des de molt jove Guo va destacar pel seu interès en temes científics, als 16 anys va començar a estudiar matemàtiques, i als 20 va iniciar l'activitat com a enginyer hidràulic L'emperador Khublai Khan li va encarregar entre altres missions, la creació d'un calendari, conegut com a calendari Shoushi, amb un càlcul d'un any de 365,2425 dies. Guo va utilitzar el mètode d'interpolació descobert per Liu Zhuo durant la dinastia Sui. El nou calendari va ser establert com a oficial l'any 1281, i utilitzat durant tota la dinastia.
L'emperador era molt conscient de la importància de la gestió de l'aigua, tant pel rec, el transport del gra i el control de les freqüents inundacions i va demanar la col·laboració de Guo com a enginyer hidràulic. Entre altres obres va projectar el llac Kunming i el disseny de sistemes de canalització de l'aigua en la zona de Dadu, actual Pequín.

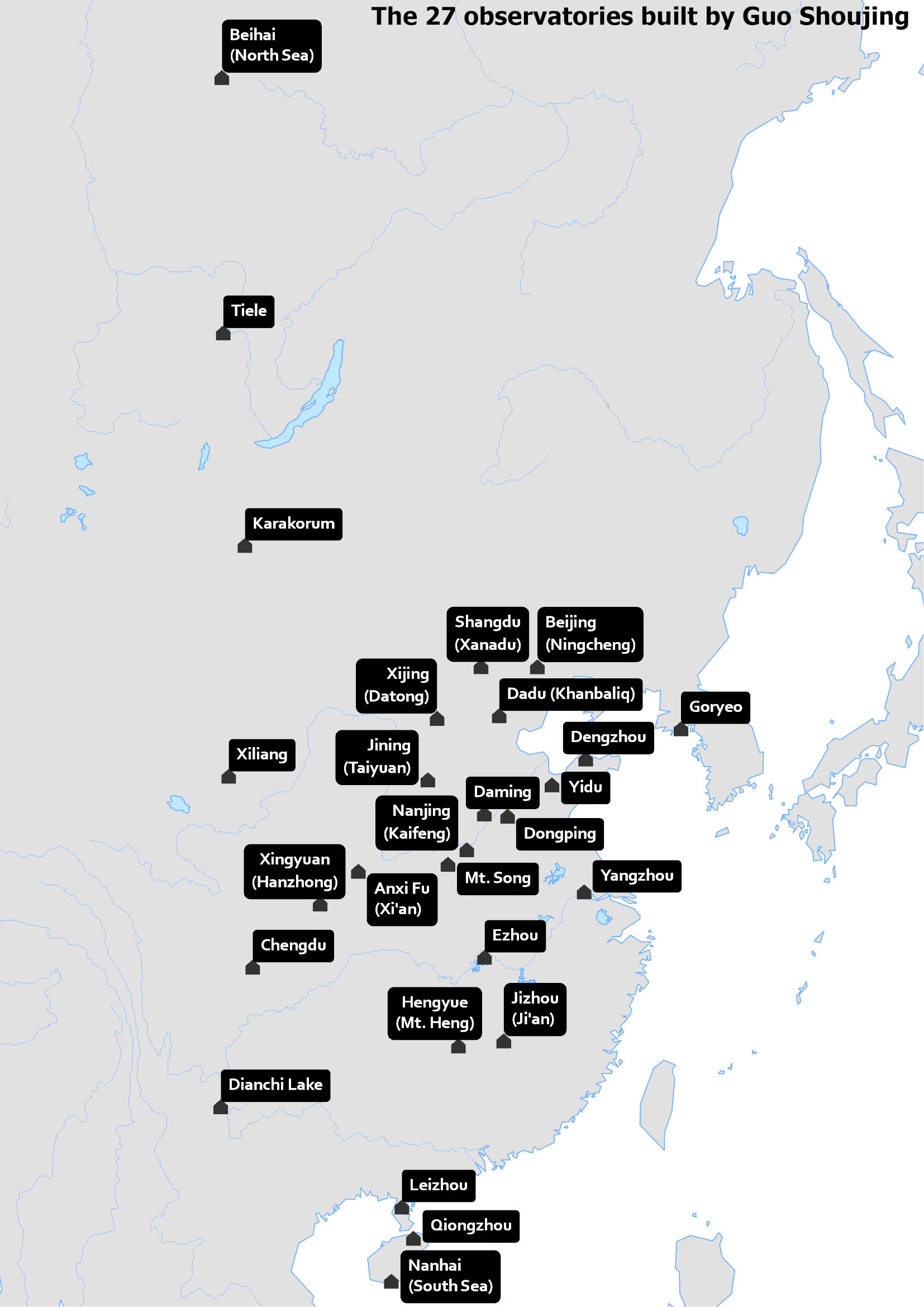
Ubicació dels 27 observatoris astronòmics construits per Guo Shoujing i els seus col·laboradors.

Malauradament, totes les seves obres originals s'han perdut i només podem conèixer les seves idees per referències d'autors posteriors.
Com a funcionari del govern va ser Director de l'Observatori Astronòmic (1283) i cap de l'oficina de gestió de l'aigua.
Com a astrònom el 1276 va dissenyar l'Observatori de Gaocheng a Dengfeng a l'actual província de Henan, en un indret que ja s'havia fet servir com a punt d'observació en època de la Dinastia Zhou. Juntament amb els seus col·laboradors del departament d'astronomia imperial, va construir vint-i-sis observatoris més per tota la Xina, amb la finalitat d'obtenir observacions més acurades per a la confecció del nou calendari. També va ser el constructor de nombrosos instruments per a l'observació astronòmica, possiblement sota la influència dels astrònoms àrabs, i l'introductor de diferents tècniques de trigonometria esfèrica.
Alguns historiadors han comparat l'activitat de Guo amb la de l'astrònom danès Tycho Brahe (1546-1601)
L'asteroide 2012 i una muntanya de la Lluna porten el seu nom.
Al nord de Xihai, en el Temple de Huitong hi ha el Museu Memorial de Guo Shoujing.

## Referències

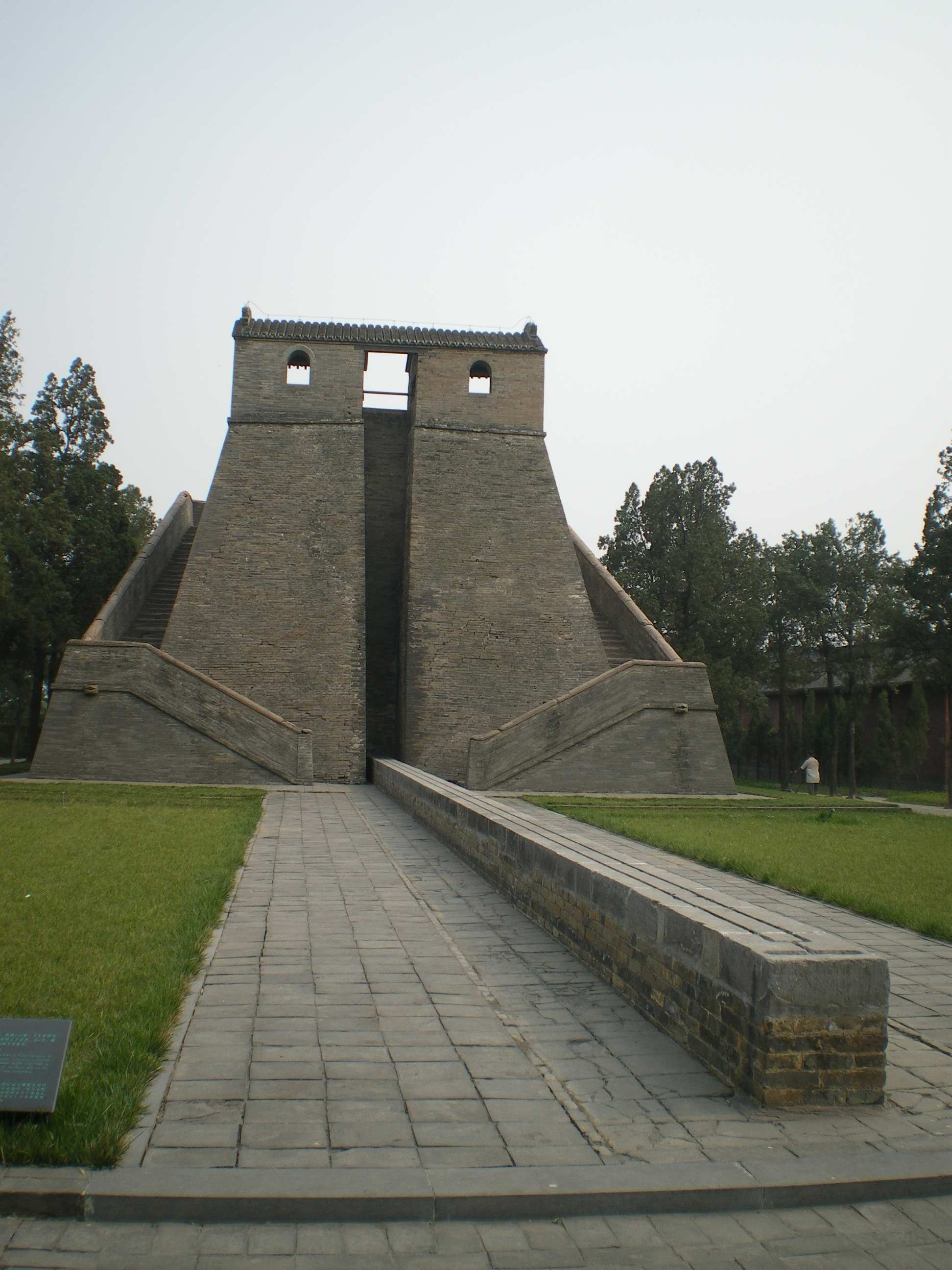
Observatori de Gaocheng dissenyat per Guo, a Dengfeng.